# レジストマイシン
レジストマイシン（英：Resistomycin）は分子式C22H16O6の抗生物質である 。レジストマイシンはヒペリシンに類似している。レジストマイシンは1951年にStreptomyces resistomycificusから初めて分離された。